# Mitch Grassi
Mitchell Coby Michael Grassi (24 de juliol de 1992) conegut com a Mitch Grassi, és un cantant, compositor i YouTuber, més conegut per ser el contratenor de la banda a cappella Pentatonix

## Vida i Carrera
Grassi va assistir a la Martin High School en Arlington, Texas. Aquí, Grassi va conèixer a Scott Hoying i a Kirstie Maldonado i van formar un trio A Capella, pujant el seu primer cover de Lady Gaga, Telephone, a youtube per un concurs de ràdio en el qual ell va ser el contratenor.